# Oskar Pietsch
Oskar Wilhelm Pietsch (* 10. Januar 1918 in Berlin; † 28. November 2012 ebenda) war ein deutscher Filmarchitekt und Maler. Als Szenenbildner arbeitete er für die UFA, die DEFA und den SFB. Ein Forschungsprojekt des Instituts für Kunst- und Bildgeschichte der Humboldt-Universität zu Berlin zählt Oskar Pietsch mit Willy Schiller, Alfred Hirschmeier, Harry Leupold, Paul Lehmann und Hans Popp zu den wichtigen Filmszenographen der DEFA und ihres Vorgängers, der UFA.

## Leben und Wirken
Oskar Pietsch durchlief eine Lehre zum Dekorationsmaler und besuchte sowohl die Kunstgewerbeschule als auch die Hochschule für bildende Künste in Berlin. Beim Film seit 1937, war seine erste erwähnenswerte Tätigkeit die eines Hilfsarchitekten bei Gasparone mit Marika Rökk. Anschließend arbeitete er auch als Dekorationsmaler bei mehreren Filmen von Carl Froelich bzw. mit Zarah Leander und Hans Albers. 
1945 machte sich Pietsch selbstständig, ehe er 1949 zur DEFA stieß. Dort wurde er zunächst als Trickspezialist, insbesondere für perspektivische Bauten und mehrfach wiederholbare Gebäudebrände eingesetzt, so beispielsweise bei Der Rat der Götter. Später hat der in West-Berlin wohnende Pietsch in Babelsberg Filmbauten entworfen, zum Beispiel für die Regisseure Kurt Maetzig, Slatan Dudow und Martin Hellberg. 
1961 durch den Mauerbau von seinem Arbeitsplatz abgeschnitten, setzte Pietsch seine szenenbildnerische Tätigkeit beim bundesrepublikanischen Film und Fernsehen fort. 1966 beendete Oskar Pietsch seine gestalterische Arbeit und wurde Abteilungsleiter und bzw. erster Architekt beim SFB. Dort blieb er bis zu seiner Pensionierung 1983.
Seinen künstlerischen Nachlass überließ er dem Filmmuseum Potsdam. Dazu gehören seine Szenenbild-Entwürfe für den Film „Mutter Courage und ihre Kinder“ von 1955 unter der Regie von Wolfgang Staudte, der wegen des Vetos von Bertolt Brecht und Helene Weigel nie fertig gedreht wurde.
Oskar Pietsch war der Großvater von Boris Pietsch.

## Filmografie (Auswahl)
- 1951: Karriere in Paris
- 1953: Jacke wie Hose
- 1954: Kein Hüsung
- 1954: Stärker als die Nacht
- 1955: Der Ochse von Kulm
- 1955: Mutter Courage (unvollendet)
- 1956: Der Hauptmann von Köln
- 1957: Berlin – Ecke Schönhauser…
- 1957: Rivalen am Steuer
- 1958: Meine Frau macht Musik
- 1958: Der Prozeß wird vertagt
- 1959: Eine alte Liebe
- 1959: Verwirrung der Liebe
- 1959: Ein Sommertag macht keine Liebe
- 1960: Alwin der Letzte
- 1960: Eine Handvoll Noten
- 1961: Der Fremde
- 1961: Auf Wiedersehen
- 1962: Die unsichtbaren Krallen des Dr. Mabuse
- 1962: Nachts ging das Telefon
- 1963: Die Nacht am See
- 1965: Geld Geld Geld – Zwei Milliarden gegen die Bank von England
- 1965: Im Schatten einer Großstadt[5]
- 1966: Schornstein Nr. 4
- 1972: Tatort: Rattennest[6][7]